# NXT TakeOver: Chicago II
NXT TakeOver: Chicago II è stata la ventesima edizione della serie NXT TakeOver, prodotta dalla WWE per il suo settore di sviluppo, NXT, e trasmessa in diretta sul WWE Network. L'evento si è svolto il 16 giugno 2018 all'Allstate Arena di Rosemont (Illinois).
La serie di NXT TakeOver, riservata ai lottatori di NXT, è iniziata il 29 maggio 2014, con lo show tenutosi alla Full Sail University di Winter Park (Florida). I Dark Match sono contati dalla WWE come taping per la prossima puntata di NXT.

## Risultati
| # | Match | Stipulazioni                                   | Durata |
| - | --- | ---------------------------------------------- | ------ |
| N | Bianca Belair ha sconfitto Dakota Kai                                                                           | Single match                                   | 06:05  |
| N | War Raiders hanno sconfitto The Mighty                                                                          | Tag Team match                                 | 04:28  |
| 1 | The Undisputed Era (Kyle O'Reilly e Roderick Strong) (c) (con Adam Cole) ha sconfitto Danny Burch e Oney Lorcan | Tag Team match per l'NXT Tag Team Championship | 16:00  |
| 2 | Ricochet ha sconfitto Velveteen Dream                                                                           | Single match                                   | 22:10  |
| 3 | Shayna Baszler (c) ha sconfitto Nikki Cross knockout tecnico                                                    | Single match per l'NXT Women's Championship    | 09:25  |
| 4 | Aleister Black (c) ha sconfitto Lars Sullivan                                                                   | Single match per l'NXT Championship            | 14:07  |
| 5 | Tommaso Ciampa ha sconfitto Johnny Gargano                                                                      | Chicago Street Fight                           | 35:29  |

N Indica che il match farà parte di una futura puntata di NXT.